# Secondo Donino
Secondo Donino (né le 10 janvier 1937 à San Nazzaro Sesia dans la région du Piémont) est un joueur de football italien, qui évoluait au poste de milieu offensif.

## Biographie
Au cours de sa carrière de joueur, Donino a évolué sous les couleurs de la Juventus (pour qui il dispute sa première rencontre bianconera le 16 septembre 1956 au cours d'un succès à l'extérieur 3-0 contre la Lazio), de AC Sienne, de Biellese, de Novare et de Chieri.